# Ángel o Demonio (telenovela)
Ángel o Demonio fue una telenovela ecuatoriana escrita por María Antonieta Gómez y Franklin Briones, dirigida por Carl West, producida por Enrique Arosemena y emitida por Ecuavisa, estrenada en 1993 y finalizada en 1994 después de 70 episodios.
Protagonizada por Gigi Zanchetta, Adolfo Cubas, María Sol Corral y Antonio Bellolio, con las participaciones antagónicas de Roland Rachel y Carla Sala en su gran debut en actuación.  
El tema principal de la telenovela fue la banda sonora que le dio éxito al cantante y artista del momento José María Bacchelli.
Nayyib Salazar dio vida al padre de Francisco, quien resultó ser el padre de las dos hermanas protagonistas, Gigi Zanchettq y María Sol Corral..

## Sinopsis
María Soledad y María Fernanda son hermanas mellizas separadas al nacer. La primera crece en la pobreza mientras que la segunda es adoptada por una familia rica. Los años pasan y el destino hace que Carlos, el novio de María Fernanda se enamore de María Soledad, pero ésta se enamora de Jaime Andrés, hermano de Carlos, provocando una lucha entre hermanos. María Fernanda no solo odia a su hermana sino que también sufre una grave enfermedad que la mataría si se convierte en madre, pero aun así, lucha por darle un hijo a Carlos, quien queda ciego por un accidente. María Soledad se ve inmersa en el mundo de la prostitución y su vida se vuelve un infierno cuando el mafioso Rolando Montiel la hace suya y surge la duda si éste es su padre o no. Después de una serie de intrigas, María Soledad muere por salvarle la vida a Carlos, llenando de tristeza la vida de Jaime Andrés quien además es seducido inútilmente por la bellísima Laura, una bailarina y dama de compañía que odiaba a María Soledad. 

## Controversias
Polémica telenovela que trató temas tabú como la prostitución de alto nivel, las drogas y el aborto, con muchas escenas candentes y muy comentada en su época. En los protagónicos estaba la pareja venezolana Gigi Zanchetta y Adolfo Cubas. Es la primera novela latinoamericana cuya trama continúa tras ser asesinada la protagonista principal, ya que la actriz fue despedida del elenco,[cita requerida] años después esto ocurrió en México en la telenovela Para toda la vida con Ofelia Medina, quien renunció a la producción. La villana, María Fernanda, (María Sol Corral) pasó a ser la protagonista de la historia. Fue además el debut en la actuación de Carla Sala.

## Elenco
- Gigi Zanchetta - María Soledad / Narcisa
- Adolfo Cubas - Jaime Andrés
- María Sol Corral - María Fernanda
- Antonio Bellolio - Carlos Luis
- Roland Rachel - Rolando Montiel
- Carla Sala - Laura
- Martha Ontaneda - Leticia
- Azucena Mora - Mercedes
- Vilma Sotomayor - Mariela
- Antonio Santos - Tiberio
- Elba Alcandré
- Estela Álvarez
- Maricela Gómez
- Jennifer Oeschle
- Prisca Bustamante
- Carolina Ossa
- Henry Layana
- Ramiro Pérez
- Carlos Clonares
- Nana Piñeyro
- Poen Alarcón
- Amparo Guillén
- Blanca Varela
- Margarita Cedeño
- Antonio Aguirre
- Roland Devetak
- Viviana Espinoza
- Luis Alberto Serrado
- Jaime Bonelli (†)
- Rafael Gallo
- Mariem Manzur
- Christian Norris
- Johnny Sotomayor Jr.
- Nayib Salazar
- Marcos Espín
- Carlos Delgado
- Enrique Delgado
- Carlos Alberto Romo
- Catalina de la Cuadra
- Enrique Machado
- Angello Barahona
- Jimmy Tamayo
- Ángela Játiva (†)[3]
- Mercedes Mendoza
- Miguel Ángel Albornoz
- Lisette Akel
- Elvira Carbo
- Veronica Noristz
- Jéssica Bermúdez[4][5]
- William Henríquez
- Edgar Rosero Bustamante
- Hermanos Mantilla Loor